# Ordine al merito dello Stato di Baden-Württemberg
L'Ordine al merito dello Stato di Baden-Württemberg è un ordine cavalleresco del Land tedesco del Baden-Württemberg.

## Storia
Questo premio è stato creato con il nome di Medaglia al merito dello Stato di Baden-Württemberg il 26 novembre 1974.
Il 26 giugno 2009 è stato emanato un nuovo statuto e l'onorificenza è stata ribattezzata Ordine al merito dello stato del Baden-Württemberg.
Un'ulteriore modifica dello statuto, pubblicata il 3 febbraio 2016, ha sostanzialmente cambiato il design dell'ordine. Il Ministero di Stato del Baden-Württemberg aveva scelto tra diversi progetti presentati all'Accademia di Belle Arti di Stoccarda. Da allora, l'Ordine al merito non è più stato assegnato come medaglia ma sotto forma di una croce stilizzata. La prima cerimonia di premiazione dell'Ordine al merito nel nuovo design ha avuto luogo il 23 aprile 2016 nel castello di Ludwigsburg.
È concesso dal Presidente dei ministri del Baden-Württemberg.
L'ordine non può contare più di 1000 insigniti in vita. Dalla sua fondazione è stato assegnato a 1707 persone.

## Insegne
- L'insegna fino al 2016 era una medaglia d'oro con la scritta "Für Verdienste" ("Al merito") e un ramo d'alloro.
- L'insegna dal 2016 è una croce stilizzata color oro con un medaglione al centro, sul quale sono raffigurati il grande stemma nazionale e la scritta BADEN-WÜRTTEMBERG. L'ordine è indossato su un nastro con i colori nazionali in alto a sinistra sul petto, il che è piuttosto insolito per medaglie e decorazioni tedesche. L'Ordine al merito può anche essere indossato come miniatura o come una rosetta.[3]
- Il nastro è metà nero e metà giallo con due fasce oro sui bordi.